# 余垵慧
余垵慧（2001年4月30日—），四川开江人，中国女子曲棍球运动员。她曾代表中国国家队参加2024年夏季奥林匹克运动会女子曲棍球比赛，获得一枚银牌。